# Калиновский сельский совет (Крым)
Калиновский сельский совет (укр. Калинівська сільська рада, крымскотат. Körpel köy şurası) — административно-территориальная единица в Ленинском районе АР Крым Украины (фактически до 2014 года; ранее до 1991 года — в составе Крымской области УССР в СССР), на Керченском полуострове. Население по переписи 2001 года — 2428 человек, площадь сельсовета 59,6 км². К 2014 году состоял из 1 села — Калиновка.

## История
Калиновский сельский совет образован 18 февраля 1977 года выделением из Ильичёвского сельсовета сёл Калиновка и Рыбное. В 1984 году Рыбное исключено из учётных данных и совет обрёл современный состав. С 12 февраля 1991 года сельсовет в восстановленной Крымской АССР, 26 февраля 1992 года переименованной в Автономную Республику Крым. С 21 марта 2014 года в составе Крыма аннексирован Россией. Законом «Об установлении границ муниципальных образований и статусе муниципальных образований в Республике Крым» от 4 июня 2014 года территория административной единицы была объявлена муниципальным образованием со статусом сельского поселения.